# Tuol Svay Prey Muoy
Tuol Svay Prey Muoy es una comuna (khum) del distrito de Chamkarmon, en la provincia de Nom Pen, Camboya. En marzo de 2008 tenía una población estimada de 13 621 habitantes.
Se encuentra ubicada junto a los ríos Mekong y Bassac, al sur del lago Sap (Tonlé Sap).